# Côte d'Albâtre
El Côte d'Albâtre es un ferry francés construido en 2006 por el astillero Hijos de J. Barreras, y asignado a la conexión entre Dieppe y Newhaven. Al igual que su «gemelo» el Seven Sisters, pertenece al consejo departamental de Sena Marítimo, en nombre del cual es operado por la naviera DFDS Seaways bajo la marca Transmanche Ferries.

## Historia
El buque fue construido con el número de construcción 1 645 en el astillero Hijos de J. Barreras de Vigo, que también se encargó del diseñó del buque, para el Sindicato Mixto de Promoción de la Actividad Transmanche (SMPAT). El transbordador fue botado en el dique de construcción el 22 de julio de 2005, entregado en febrero de 2006 y puesto en servicio en marzo de 2006 realizando rutas en el servicio de transbordadores del Canal de la Mancha siendo operado por Transmanche Ferries entre Dieppe en Francia y Newhaven en el Reino Unido. Sustituyó al Sardinia Vera, que anteriormente había sido fletado por SMPAT. El buque debe su nombre a la Costa del Alabastro en Normandía.
A partir de 2007, la conexión de ferry fue operada por Louis Dreyfus Transmanche Ferries, en 2012 la danesa DFDS Seaways se hizo cargo de la conexión. En 2009, el ferry se desplegó temporalmente entre Boulogne, Dieppe y Dover. Desde septiembre de 2009 hasta finales de 2010, operó entre El Havre y Portsmouth.

## Datos y equipamiento
El buque está propulsado por dos motores diésel Wärtsilä de cuatro tiempos del tipo 8L46C, cada uno con 9450 kW de potencia. Los motores actúan sobre dos hélices de paso controlable mediante cajas de engranajes. Los motores se reequiparon con desulfuración de los gases de escape en la navegación marítima|depuradores para el tratamiento posterior de los gases de escape en 2022. Está equipado con dos propulsores transversales accionados eléctricamente, cada uno de 1300 kW de potencia, con hélices de paso controlable.
Para la generación de energía se dispone de dos generadores de eje con 1875 kVA accionados por los motores principales, cada uno con 1500 kW de potencia, y tres generadores con 1125 kVA de potencia aparente, cada uno accionado por motores diésel con 1100 kW de potencia y tres generadores con 1125 kVA de potencia aparente, cada uno accionado por motores diésel con 1100 kW de potencia. También se instaló un generador de emergencia accionado por un motor diésel de 270 kW.
El Côte d'Albâtre dispone de tres cubiertas para vehículos. Existe una cubierta continua para vehículos con seis carriles en la cubierta principal. A la cubierta de vehículos se accede a través de una rampa de proa y dos rampas de popa. La rampa de proa está situada detrás de una visera de proa que puede abrirse hacia arriba. Las rampas traseras tienen cada una 16 metros de largo y 7 metros de ancho. Por encima de la cubierta continua para vehículos se encuentra otra cubierta para vehículos, también de seis carriles, a la que se accede por dos rampas de popa y que está conectada a la cubierta principal inferior por dos rampas fijas. Las rampas fijas miden 38 metros de largo y 3,5 metros de ancho. De la cubierta fija superior cuelga otra cubierta para vehículos, regulable en altura, en la que pueden transportarse automóviles. El acceso al piso flexible se realiza a través de dos rampas de altura regulable de 24,7 metros de largo y 4,7 metros de ancho cada una. 
El buque tiene un total de ocho cubiertas. Por encima de las cubiertas de vehículos existen otras tres cubiertas, las cubiertas 6 a 8. En la zona de proa de la cubierta 6 se encuentran 49 camarotes de cuatro camas y un camarote de dos camas para pasajeros. El camarote de dos camas está equipado para usuarios de sillas de ruedas. En la parte central y de popa del ferry se encuentran las zonas de descanso para los pasajeros y un restaurante autoservicio. Aquí también se encuentran la recepción y la cocina. En la cubierta 7 hay otros salones para pasajeros y un restaurante autoservicio. En la parte delantera de la cubierta se localizan 36 camarotes individuales para la tripulación, salas de recreo y los comedores para la tripulación, así como el puente de mando. Este se encuentra cerrado en toda su anchura para una mejor visión durante las maniobras de amarre y desamarre y al navegar por canales estrechos, las levas se extienden ligeramente más allá de la manga del buque. La cubierta 8 alberga principalmente varias salas de servicio y un solárium en su parte trasera. En las cubiertas 6 y 7, en la popa del buque, se encuentran otras zonas de cubierta abiertas. 
El transbordador puede transportar hasta 600 pasajeros. Está autorizado para un total de 650 personas (pasajeros y tripulación). 
Entre otros equipamientos, dispone de cuatro botes salvavidas. 
También está equipado con dos estabilizadores de aleta retráctiles para reducir los movimientos de balanceo. 

## Buque gemelo
El Seven Sisters, también construido en el astillero Hijos de J. Barreras en 2006, es su buque gemelo. Al igual que el Côte d'Albâtre, el Seven Sisters también realiza la ruta entre Dieppe y Newhaven.